# Взрывы посольств США в Африке
Шаблон:Теракты Аль-Каиды
Взрывы посольств США в Африке — синхронные террористические акции, совершённые в пятницу 7 августа 1998 года в Найроби (столица Кении) и Дар-эс-Саламе (столица Танзании на тот момент), объектами которых стали посольства США в этих странах.

## Взрывы
Оба взрыва произошли практически одновременно, в 10 часов 45 минут утра по местному времени 7 августа 1998 года. Наиболее тяжёлыми были последствия теракта в Найроби, где американское посольство располагалось в центре города: там погибло 213 человек и около 4000 получили ранения различной степени тяжести. В Дар-эс-Саламе погибло 11 и было ранено 85 человек. Здания обоих посольств получили значительные повреждения. Хотя теракты были направлены против американских граждан, жертвами взрывов стали только 12 американцев (все — в Найроби). Кроме них, в числе погибших были 32 кенийца и 8 танзанийцев, работавших в посольствах. Основную часть жертв составляли прохожие и жители близлежащих домов.

## Организаторы
Ответственность за террористические акции взяла на себя ранее неизвестная организация «Исламская армия освобождения святых мест». Теракты произошли в восьмую годовщину прибытия первых американских военных подразделений в Саудовскую Аравию во время агрессии Ирака против Кувейта (7 августа 1990 года).
По мнению американских разведывательных служб, ответственность за взрывы посольств несёт организация «Аль-Каида». В частности, свою связь с этой организацией признал арестованный позднее Хафлан Хамис Мохаммед, занимавшийся подготовкой взрыва в Дар-эс-Саламе. Именно после взрывов посольств в Африке «Аль-Каида» впервые привлекла к себе значительное внимание, а её лидер Усама бен Ладен попал в список десяти самых разыскиваемых ФБР преступников и получил прозвище «террорист № 1». Сам бен Ладен в интервью журналу «Тайм» 22 декабря 1998 года так прокомментировал обвинения в свой адрес:
Международный Исламский Джихад объявил джихад против США и их союзников, и эти акции произошли с Божьей помощью. Если подстрекательство к джихаду против евреев и американцев рассматривается как преступление, тогда я — преступник. Наша задача — призывать к джихаду, и с Божьей помощью мы это делаем.
Американские спецслужбы наряду с Усамой бен Ладеном называли организатором акции Абу Мухаммада аль-Масри, которого называли также вторым человеком в Аль-Каиде. 7 августа 2020 года (спустя ровно 22 года со дня терактов в африканских посольствах) в Тегеране израильскими спецслужбами по поручению США был ликвидирован Абу Мухаммад аль-Масри. Вместе с аль-Масри была убита его дочь Мириам. СМИ Ирана сообщили, что был убит ливанский историк и член группировки «Хезболла» Хабиб Дауд и его дочь, однако The New York Times предоставили доказательства, что это именно аль-Масри.

## Последствия
В ответ на теракты ВМС США провели 20 августа 1998 года операцию возмездия «Бесконечный охват», в ходе которой крылатыми ракетами были атакованы фармакологическая фабрика в Судане и тренировочные лагеря «Аль-Каиды» в Афганистане.
В мае 2001 года четыре человека, связанные с «Аль-Каидой» и подозреваемые в причастности к совершению терактов в Африке, были приговорены к пожизненному лишению свободы.
США потратили 4,3 млн долларов на помощь жертвам трагедии и на восстановление центральной части Найроби. Некоторые пострадавшие считали, что этого недостаточно, и подали иск против правительства США с требованиями компенсаций, который был отклонён.